# راتکوواتس، لایکوواتس
راتکوواتس (صربی: Ratkovac) یک منطقهٔ مسکونی در صربستان است که در ناحیه کولوبارا واقع شده‌است.
 راتکوواتس  ۳۱۴ نفر جمعیت دارد و ۱۷۴ متر بالاتر از سطح دریا واقع شده‌است.